# لیسیتسیان
لیسیتسیان (زبان ارمنی: Լիսիցյան), یکی از نام‌های خانوادگی رایج در میان ارمنیان می‌باشد.
- استپان لیسیتسیان
- پاول لیسیتسیان
- روزانا لیسیتسیان
- سربوی لیسیتسیان
- کارینه لیسیتسیان